# Гуаренте, Тиберио
Тибе́рио Гуаре́нте (итал. Tiberio Guarente; 1 ноября 1985, Пиза) — итальянский футболист, полузащитник.

## Карьера

### В клубах
С 14-ти лет выступал за молодёжную команду «Аталанты». В 2004 году перешёл в «Эллас Верону», в которой сыграл 54 матча и забил 1 гол в серии B. В 2007 Тиберио вернулся в Бергамо. В серии A он дебютировал 21 октября, в матче 8-го тура против «Торино», выйдя на замену на 83-й минуте вместо Кристиано Дони. Впоследствии в сезоне 2007/08 Гуаренте провёл 27 матчей. В следующем сезоне Тиберио сыграл уже 33 матча, дважды поразив ворота соперников. Оба раза его голы оказывались единственными и победными. В чемпионате 2009/10 «Аталанта» заняла 18-е место и вылетела в серию B. 17 июня 2010 года испанская «Севилья» купила Гуаренте за 5 500 000 евро, подписав контракт с игроком до 2015 года. Сыграв 7 матчей в чемпионате Испании, Тиберио в конце октября из-за травмы выбыл из строя минимум на полгода. Проблемы с коленом были обнаружены у него ещё во время медицинского осмотра при подписании контракта и он выходил на поле, несмотря на дискомфорт в области колена. «Севилья» отзаявила игрока до конца чемпионата. В состав Тиберио вернулся спустя 1,5 года. В сезоне 2011/12 он сыграл 3 матча и летом был отдан в годичную аренду в «Болонью».

### В сборных
С 2003 года играл в различных юношеских сборных Италии. В 2008 в составе олимпийский сборной стал победителем турнира в Тулоне.

## Достижения
Италия (олимп.)
- Турнир в Тулоне: 2008